# Tanystylum philippinensis
Tanystylum philippinensis là một loài nhện biển trong họ Ammotheidae. Loài này thuộc chi Tanystylum. Tanystylum philippinensis được miêu tả khoa học năm 1988 bởi Child.